# تپه سیران
تپه سیران مربوط به هزاره اول قبل از میلاد - قر ن ۶ تا ۸ ه.ق است و در شهرستان اشنویه، بخش نالوس، دهستان هق، روستای بطریان واقع شده و این اثر در تاریخ ۷ اسفند ۱۳۸۵ با شمارهٔ ثبت ۱۷۷۲۳ به‌عنوان یکی از آثار ملی ایران به ثبت رسیده است.